# Boyfriend in Wonderland
Albums de Boyfriend
Witch
(2014)
Singles
1. Bounce
Sortie : 9 mars 2015

Boyfriend in Wonderland est le quatrième mini-album du boys band sud-coréen Boyfriend. Il est sorti le 9 mars 2015.

## Liste des pistes
| No | Titre                | Auteur | Producteur(s) | Durée |
| -- | -------------------- | ------ | ------------- | ----- |
| 1. | All In               |        |               | 0:59  |
| 2. | Bounce               |        |               | 3:16  |
| 3. | 삐딱이 (Crooked)     |        |               | 3:27  |
| 4. | 하나 둘 셋 (1, 2, 3) |        |               | 4:01  |
| 5. | Lost Memory          |        |               | 3:15  |
| 6. | White Day            |        |               | 2:59  |